# Gado Haoussa
Gado Haoussa (auch: Godo Haoussa) ist ein Dorf in der Stadtgemeinde Matamèye in Niger.

## Geographie
Das von einem traditionellen Ortsvorsteher (chef traditionnel) geleitete Dorf befindet sich rund fünf Kilometer östlich des Stadtzentrums der Gemeinde Matamèye, die zum Departement Kantché in der Region Zinder gehört. Zu weiteren Siedlungen in der Umgebung von Gado Haoussa zählen das Dorf Kawari im Nordwesten sowie die Gemeindehauptorte Ichirnawa im Norden und Doungou im Osten.
Gado Haoussa ist Teil der Übergangszone zwischen Sahel und Sudan. Die durchschnittliche jährliche Niederschlagsmenge beträgt hier zwischen 400 und 500 mm.

## Bevölkerung
Bei der Volkszählung 2012 hatte Gado Haoussa 2027 Einwohner, die in 345 Haushalten lebten. Bei der Volkszählung 2001 betrug die Einwohnerzahl 1378 in 214 Haushalten und bei der Volkszählung 1988 belief sich die Einwohnerzahl auf 891 in 161 Haushalten.

## Wirtschaft und Infrastruktur
Es gibt eine Schule im Dorf. Eine Untersuchung von über 3000 Dörfern in Niger in den Jahren 2014 bis 2018 ergab, dass im Gebiet mit einem Radius von einem Kilometer um Gado Haoussa Haoussa 250 Hektar rein landwirtschaftlich genutzte Flächen vorhanden waren, während die Oberfläche bei 50 Hektar Land aus Ortstein bestand, was durch Übernutzung und Entfernung der Oberflächenvegetation verursacht worden war.
Durch Gado Haoussa führt die 90,6 Kilometer lange Landstraße RR7-004 zwischen dem urbanen Zentrum von Matamèye und der Nationalstraße 11. Es handelt sich in diesem Abschnitt um eine einfache Erdstraße.